# U-279 (tàu ngầm Đức)
U-279 là một tàu ngầm tấn công  Lớp Type VII thuộc phân lớp Type VIIC được Hải quân Đức Quốc Xã chế tạo trong Chiến tranh Thế giới thứ hai. Nhập biên chế năm 1943, nó chỉ kịp thực hiện được một chuyến tuần tra duy nhất mà chưa đánh chìm được mục tiêu nào, trước khi bị một máy bay tuần tra Lockheed Ventura của Hải quân Hoa Kỳ đánh chìm trong Đại Tây Dương vào ngày 4 tháng 10, 1943.

## Thiết kế và chế tạo

### Thiết kế

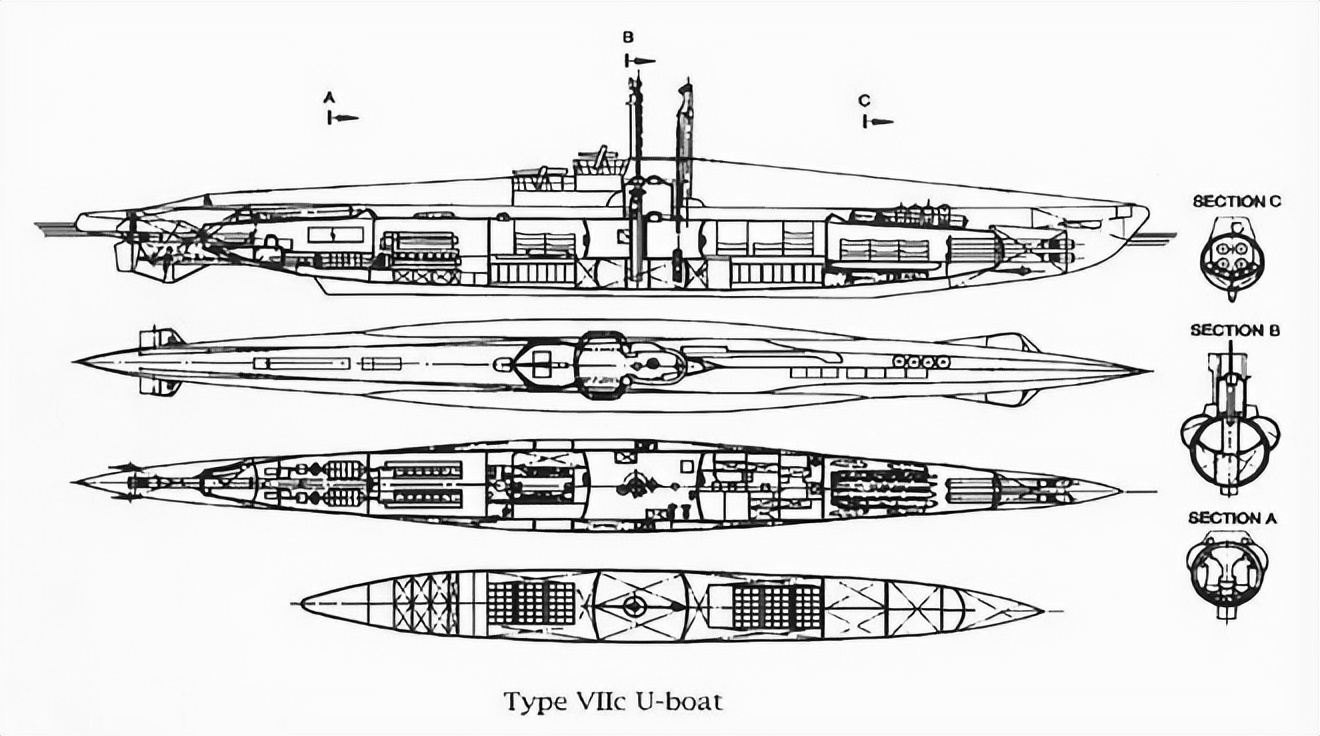
Sơ đồ các mặt cắt một tàu ngầm Type VIIC

Phân lớp VIIC của Tàu ngầm Type VII là một phiên bản VIIB được kéo dài thêm. Chúng có trọng lượng choán nước 769 t (757 tấn Anh) khi nổi và 871 t (857 tấn Anh) khi lặn). Con tàu có chiều dài chung 67,10 m (220 ft 2 in), lớp vỏ trong chịu áp lực dài 50,50 m (165 ft 8 in), mạn tàu rộng 6,20 m (20 ft 4 in), chiều cao 9,60 m (31 ft 6 in) và mớn nước 4,74 m (15 ft 7 in).
Chúng trang bị hai động cơ diesel Germaniawerft F46 siêu tăng áp 6-xy lanh 4 thì, tổng công suất 2.800–3.200 PS (2.100–2.400 kW; 2.800–3.200 bhp), dẫn động hai trục chân vịt đường kính 1,23 m (4,0 ft), cho phép đạt tốc độ tối đa 17,7 kn (32,8 km/h), và tầm hoạt động tối đa 8.500 nmi (15.700 km) khi đi tốc độ đường trường 10 kn (19 km/h). Khi đi ngầm dưới nước, chúng sử dụng hai động cơ/máy phát điện AEG GU 460/8–27 tổng công suất 750 PS (550 kW; 740 shp). Tốc độ tối đa khi lặn là 7,6 kn (14,1 km/h), và tầm hoạt động 80 nmi (150 km) ở tốc độ 4 kn (7,4 km/h). Con tàu có khả năng lặn sâu đến 230 m (750 ft).
Vũ khí trang bị có năm ống phóng ngư lôi 53,3 cm (21 in), bao gồm bốn ống trước mũi và một ống phía đuôi, và mang theo tổng cộng 14 quả ngư lôi, hoặc tối đa 22 quả thủy lôi TMA, hoặc 33 quả TMB. Tàu ngầm Type VIIC bố trí một hải pháo 8,8 cm SK C/35 cùng một pháo phòng không 2 cm (0,79 in) trên boong tàu. Thủy thủ đoàn bao gồm 4 sĩ quan và 40-56 thủy thủ.

### Chế tạo
U-279 được đặt hàng vào ngày 10 tháng 4, 1941, và được đặt lườn tại xưởng tàu của hãng Bremer-Vulkan-Vegesacker Werft ở Bremen vào ngày 31 tháng 3, 1942. Nó được hạ thủy vào ngày 16 tháng 12, 1942, và nhập biên chế cùng Hải quân Đức Quốc Xã vào ngày 3 tháng 2, 1943 dưới quyền chỉ huy của Hạm trưởng, Đại úy Hải quân Otto Franke.

## Lịch sử hoạt động
Sau khi hoàn thành việc chạy thử máy và huấn luyện trong thành phần Chi hạm đội U-boat 8, U-279 được điều sang Chi hạm đội U-boat 9 từ ngày 1 tháng 8, 1943 để phục vụ trên tuyến đầu. Nó xuất phát từ cảng Kiel vào ngày 4 tháng 9 cho chuyến tuần tra duy nhất trong chiến tranh, tiến ra Bắc Hải rồi băng qua khe GIUK giữa quần đảo Faroe và Iceland để hoạt động trong Bắc Đại Tây Dương về phía Đông Nam Greenland. Chiếc tàu ngầm đã cho đổ bộ một đặc vụ lên Iceland vào ngày 20 tháng 9.
Đến ngày 4 tháng 10, nó bị một máy bay tuần tra Lockheed Ventura thuộc Liên đội VB-128 Hải quân Hoa Kỳ thả mìn sâu tấn công, và bị đánh chìm về phía Tây Nam Iceland tại tọa độ 60°40′B 26°30′T / 60,667°B 26,5°T. Một số thủy thủ của U-279 còn sống sót trên bè cứu sinh và trên mặt nước vào lúc chiếc tàu ngầm đắm, nhưng chiếc Ventura bị hỏng máy vô tuyến nên không thể kêu gọi sự cứu giúp. Vì vậy toàn bộ 48 thành viên thủy thủ đoàn của U-279 đều tử trận.

### "Bầy sói" tham gia
U-279 từng tham gia bầy sói:
- Rossbach (24 tháng 9 – 4 tháng 10, 1943)